# Okapi Aalstar
Okapi Aalstar ist ein belgischer Basketballverein aus Aalst.

## Geschichte
Der Verein wurde 1949 als Okapi Aalst gegründet. Ab 1994 begann man damit, professionelle Strukturen zu entwickeln und arbeitete mit mehreren Namenssponsoren zusammen. 2002 waren jedoch die finanziellen Reserven der professionellen Herrenmannschaft erschöpft und der professionelle Spielbetrieb wurde als Okapi Aalstar fortgeführt. Nachdem zuvor der Telekommunikations-Anbieter Belgacom (1997–1999) und die Alken-Maes-Brauerei als Namenssponsor fungierten, ist seit 2006 die belgische Niederlassung der Assicurazioni Generali Namenssponsor.
Okapi spielt in der höchsten belgischen Basketball-Liga, der Ethias-League. Dort spielt man eine durchschnittliche Rolle. Den größten Erfolg der Vereinsgeschichte feierte man nach einer Vizemeisterschaft 2011 im darauffolgenden Jahr 2012, als man mit dem ehemaligen Topscorer der deutschen Basketball-Bundesliga Chris Copeland, der anschließend zu den New York Knicks in die NBA wechselte, den belgischen Basketball-Pokal gewinnen konnte.
Der Verein nahm auch diverse Male an der EuroChallenge teil, wo man es 2010/11 unter die letzten 16 Vereine schaffte.

## Erfolge
- Belgischer Pokalsieger (2012)
- Meister belgische 2. Liga (2006)

## Bekannte Spieler
| - \ Daren Queenan 1992–1999 - Tomas Van Den Spiegel 1995–1997 - Christophe Beghin 1998/99 - Daren Engellant 1998–2000 - Ronny Bayer 2002/03 | - DeAndre Haynes 2007/08 - Matt Lojeski 2007–2009 - Brian Greene 2009/10 - Bingo Merriex 2009/10 - Jorn Steinbach 2009–2012 | - Stanley Burrell 2010/11 - Anthony Hilliard 2010/11 - Chris Copeland 2010–2012 - Nate Fox 2011/12 - Stefon Jackson 2011/12 | - Derek Raivio seit 2012 |